# Protaetia excavata
Protaetia excavata — жук из семейства пластинчатоусых (Scarabaeidae).

## Описание
Жук длиной 18-24 мм. Окраска верха тела матово-металлически-блестящая, низ и ноги блестящие, чёрные (иногда с зеленоватым отливом), без металлического отлива. Булава усиков черного цвета, без металлического отлива. Верх темный медно-красный, лишён белых пятен, практически голый или покрыт очень короткими мелкими рыжими волосками.
Голова покрыта очень густыми крупными точками. Переднеспинка голая, поперечная, сильно суживается кпереди, без белых пятен, покрыта довольно густых крупных простых точках. менее густых мелких точках, реже почти гладкий. Околощитковое пространство надкрылий в густых редких, крупных дуговидных и простых точках. Шовный промежуток сильно приподнят. Надкрылья покрыты короткими желтоватыми волосками. Пигидий слабо выпуклый, покрыт мелкими густыми переплетающимися морщинками и довольно многочисленными мелкими приподнятыми светлыми волосками. Грудь с очень густыми длинными мохнатыми желтыми волосками.

## Ареал
Распространён в северо-восточной Турции (Казикопоран, Олты) и северном Иране, Азербайджане (Гилян, Мазендеран и дальше на восток до Горгана и Шахруда), в долине Аракса, в восточной Грузии (Лагодехи) и южного Туркменистана — в Копет-Даге и его предгорьях (Кизил-Арват, Кара-Кала).

## Биология
Вид приурочен к горным местностям. Жуки активны с середины апреля по начало июля.